# Вільям Джон Ґрей, 13-й лорд Ґрей
Вільям Джон Ґрей, 13-й лорд Ґрей (1754–1807) — шотландський дворянин і військовий.
Він був сином Джона Ґрея, 11-го лорда Ґрея, та Марґарет Блер. Він служив корнетом у 2-му драгунському полку (Королівських шотландських Ґреїв), і в 1776 році отримав звання лейтенанта. У 1779 році він отримав звання капітана 15-го драгунського полку, а в 1788 році вийшов у відставку.
Він змінив свого брата на посаді лорда Ґрея в 1786 році. 12 грудня 1807 року він покінчив життя самогубством у своєму будинку, замку Кінфаунс в Пертширі. Його самогубство було пов'язане з любовним розчаруванням. Він був неодружений, і його наступником став брат.